# Erdbeben bei Düren 1756
Das Erdbeben bei Düren am 18. Februar 1756 zählt zu den schwersten Erdbeben, die in Deutschland bekannt sind. Es ereignete sich um 8 Uhr früh und war der Höhepunkt einer mehrjährigen Serie von Erdstößen.

## Das Erdbeben
Das Epizentrum des Bebens lag bei Düren; die Tiefe des Hypozentrums wird auf 14 bis 16 Kilometer geschätzt. Das Beben verursachte Schäden an Gebäuden im Raum Köln, Aachen, Jülich und Bad Münstereifel. Das Schüttergebiet erstreckte sich bis London, Magdeburg und Straßburg. Das Beben wurde nach den überlieferten Schäden auf die Intensitätsstufe VIII der MSK-64 eingestuft; es erreichte nach heutiger Beurteilung ungefähr eine Magnitude von 6,4 auf der Richterskala und war somit deutlich stärker als das Erdbeben von Roermond 1992, das eine Magnitude von 5,9 erreichte.

## Schäden
In Düren gab es zwei Tote; viele Gebäude wurden schwer beschädigt oder zerstört. Teile der Stadtmauern von Düren und Bad Münstereifel stürzten ein oder wurden schwer beschädigt. In Aachen wurden ebenfalls zwei Personen erschlagen und ein Mann wurde schwer verletzt. Zahlreiche Gebäude wurden schwer beschädigt, so unter anderem das Gewölbe über dem Archiv im Rathaus sowie das Katharinenbildnis der Augustinerkirche. In Aachen versiegten einige Thermalquellen, andere zeichneten sich durch verstärkte Schüttungen aus. Außerdem stürzten über 300 Schornsteine ein; auch in Köln wurden über 100 Schornsteine zerstört. Es entstanden Schäden im Gewölbe des Neubaus der Hauptpfarrkirche St. Peter und Paul in Eschweiler. Die Burg Nideggen, die Nothberger Burg und das Kloster Wenau wurden stark beschädigt und teilweise unbewohnbar. In Jülich stürzte eine Kaserne ein. In Breinig und Büsbach sank der Wasserspiegel in den Blei-Zink-Erzgruben derart ab, dass einige Strecken trocken fielen. Gleichzeitig versiegte auch eine Quelle am Breinigerberg. Deutliche Ausläufer des Bebens waren bis London und Straßburg zu spüren.
Ein Chronogrammstein am Turm der katholischen Kirche St. Peter und Paul in Eschweiler erinnert an das Erdbeben.

## Geologischer Rahmen
Düren liegt im Erdbebengebiet Kölner Bucht, dem Südteil der Niederrheinischen Bucht. Hier treffen die südlichen Ausläufer des von der Nordsee über die Niederlande nach Deutschland ziehenden Zentralgrabens auf das Rheinische Schiefergebirge. Im Zentralgraben sinkt die europäische Erdkruste an Störungen grabenartig ab. Diese Bewegung der Erdkruste erzeugt Spannungen, die sich unter anderem in Erdbeben äußern. In historischer Zeit besonders aktiv sind vor allem die Westseite der Kölner Bucht, das Gebiet um Aachen und der Nordrand des Rheinischen Schiefergebirges bis nach Belgien. Ein ähnlich starkes Erdbeben war etwa das Erdbeben von Verviers 1692, dessen Magnitude ebenfalls bei etwa ML 6,4 lag – Schäden wurden noch aus Kent in Südostengland gemeldet –, weniger stark wie in Düren waren das Erdbeben von Tollhausen 1878 mit 5,9, das Erdbeben von Euskirchen 1951 mit 5,8 oder das Erdbeben von Roermond 1992 mit 5,9 ML.